# Wilgowron cienkodzioby
Wilgowron cienkodzioby (Quiscalus palustris) – gatunek wymarłego ptaka z rodziny kacykowatych (Icteridae). Występował endemicznie w Meksyku. Ostatni raz odnotowany w 1910, wymarły.

## Taksonomia
Po raz pierwszy gatunek opisał William Swainson w 1827 na łamach Philosophical magazin w artykule poświęconym ptakom pozyskanym przez Bullocka podczas jego wyprawy do Meksyku. Nowemu gatunkowi nadał nazwę Scaphidurus palustris. Obecnie (2020) Międzynarodowy Komitet Ornitologiczny umieszcza wilgowrona cienkodziobego w rodzaju Quiscalus. Jako miejsce pozyskania holotypu Swainson wskazał bagna wokół miasta Meksyk. Dickerman (1965) zanegował to, twierdząc, że wilgowrony cienkodziobe nigdy tam nie występowały, i wskazał jako typowe miejsce występowania okolice rzeki Lerma. W istocie kacyki te występowały w obydwu miejscach. Spreparowane okazy przechowywane są w zbiorach w Tring, Liverpoolu i Waszyngtonie.
Systematyka była sporna na przestrzeni lat. Blake (1968) zasugerował, że wilgowrony cienkodziobe to lokalna odmiana wilgowronów meksykańskich (Q. mexicanus), zaś Selander & Giller (1961) rozważali potencjalny związek z wilgowronami jeziorowymi (Q. nicaraguensis) – o przedstawicielach obydwu gatunków było bowiem wiadomo, że gniazdują na bagnach. W 2008 przeprowadzono badania nad filogenetyką ptaków z rodzaju Quiscalus, uwzględniały one także omawiany wymarły gatunek i wilgowrony jeziorowe, również znane z mocno ograniczonego zasięgu. W przypadku Q. palustris materiał zawierający DNA pobrano z podeszwy stopy okazu zabitego w 1904. Okazało się, że Q. palustris jest grupą siostrzaną wobec kladu obejmującego wilgowrony meksykańskie ze swoich zachodnich części zasięgu. Prawdopodobnie oddzielił się od ich linii rozwojowej około 1,2 miliona lat temu. Wilgowrony meksykańskie w interiorze Meksyku, jednak rozpanoszyły się po tym kraju w XX wieku; wcześniej wilgowrony meksykańskie i cienkodziobe były w większości allopatryczne.

## Morfologia
Swainson opisał wilgowrony cienkodziobe bardzo pobieżnie, wspominając jedynie, że ich upierzenie jest czarne z niebieskim połyskiem, dziób i nogi smukłe, a pazury mocne i nieco wygięte. Długość ciała wynosiła około 28 cm. Na tle innych wilgowronów cienkodziobe wyróżniały się wyjątkowo długim, prostym i delikatnym dziobem. Samce Q. palustris przypominały wilgowrony meksykańskie, ale były mniejsze, miały smuklejsze dzioby, a ich pióra wykazywały raczej fioletową (nie zieloną) opalizację. Samice natomiast były cynamonowobrązowe z jaśniejszym gardłem i brzuchem. Osobniki młodociane (pozyskano tylko 1 okaz) były podobne do samicy, lecz bardziej płowe; upierzenie ptaków młodych po raz pierwszy opisano w 1956.
Wymiary holotypu podane przez Swainsona (oryginalne podane w calach, z dokładnością do 0,1 cala): długość dzioba 43 mm, długość skrzydła 165 mm, długość ogona 190 mm, długość skoku 44 mm. Wymiary podane przez Ridgwaya (zaokrąglone do 1 mm): u samców (liczba osobników nieznana) długość ciała 33–38,8 cm, długość skrzydła 170 mm, długość ogona 178–189 mm, długość górnej krawędzi dzioba 34 mm, długość skoku 46 mm. Wymiary dla 3 samic: długość ciała 25,2–30,1 cm, długość skrzydła 128–135 mm, długość ogona 132–135 mm, długość górnej krawędzi dzioba 29–31 mm.

## Zasięg występowania
Wilgowrony cienkodziobe z pewnością znane są tylko z dwóch dolin: Doliny Meksyku (2200 m n.p.m.), gdzie odnotowano je w okolicy jeziora Texcoco (1502–1520), okolicy Meksyku i nieokreślonych miejscach w dolinie, oraz z Toluca Valley (2400 m n.p.m.) – z Lerma (1904) i San Mateo Atenco (1910). Istnieją również niepewne doniesienia. Alfonso L. Herrera być może widział wilgowrony cienkodziobe w Xochimilco (Dolina Meksyku) w latach 80. XIX wieku. Istnieją przynajmniej 3 doniesienia o współwystępowaniu wilgowronów cienkodziobych i meksykańskich w tym samym miejscu i czasie.

## Ekologia i zachowanie
Gniazdowały w wystającej z wody roślinności, na obszarach uprawnych i w miastach (dane z XVI wieku), nie wiadomo, czy ich występowanie było zależne od obszarów bagiennych. Były liczne i występowały w stadach, które poczyniły szkody w uprawach kukurydzy.
Gatunek zdążył wyginąć, nim podjęto nad nim badania; zachowało się jednak jedno źródło niezbadane przez naukowców, General History of the Things of New Spain, encyklopedia opracowana w XVI wieku przez franciszkanina Bernardino de Sahagúna i jego współpracowników. Wilgowron cienkodzioby wspomniany został w tej książce kilkukrotnie. Znany był w tamtych czasach pod nazwami tzánatl i acatzánatl, był na tyle znany Meksykanom, że ci używali go jako odniesienia, podając rozmiary innych ptaków. Według podanych we wspomnianym dziele informacji wilgowrony cienkodziobe były wszystkożerne, żywiły się kukurydzą oraz bezkręgowcami, w tym latającymi owadami. Pojawiały się w stadach (o czym wspomniał także i Swainson). Autorzy encyklopedii rozróżniali wilgowrony cienkodziobe i meksykańskie; obydwa miały gniazdować w XVI-wiecznych miastach.
Niektórzy autorzy wspominali, że wilgowrony cienkodziobe były ograniczone do bagien, a Christensen (2000) napisał nawet, że gatunek był ograniczony do pojedynczego bagna. W istocie wcześniejsi autorzy pisali tylko, że występował na bagnach, nie zaś, że był do nich ograniczony. O wszystkich wilgowronach z rodzaju Quiscalus wiadomo, że zamieszkują bagna, jednak stopień, w jakich są z nimi związane, różni się w zależności od gatunku.

### Lęgi
A. Forrer pozyskał 3 jaja, które być może należały do wilgowronów cienkodziobych, jednak znalazł je w Mazatlán, gdzie ptaki te nie występowały. Jedyne znane okazy młodociane pozyskano na początku czerwca.

## Status
IUCN uznaje wilgowrona cienkodziobego za gatunek wymarły (EX, Extinct). Jest to jeden z zaledwie 6 wymarłych ptaków holocenu, które zamieszkiwały kontynenty. E.A. Goldman pozyskał osiem okazów 5 czerwca 1904 – 2 samce, 1 samicę i 5 młodocianych. W 1910 W.W. Brown odłowił kolejne kilka okazów. Za wymarcie odpowiadało najpewniej osuszanie środowiska życia tych ptaków. Po przybyciu Europejczyków do Meksyku jeziora Doliny Meksyku zostały znacznie zdegradowane. Między 1609 a pierwszą połową XX wieku wybudowano szereg kanałów mających osuszyć jeziora; w okresie, w którym Goldman i Brown pozyskiwali swoje okazy, żyła najpewniej już tylko populacja z okolic Lerma. Ostatnie znane okazy pozyskano w 1910. Według Dickermana (1965) ornitolodzy podejmowali później jeszcze próby poszukiwań tych ptaków w Dolinie Meksyku, jednak bezskutecznie.
Aztekowie używali piór tych ptaków do tworzenia swoich mozaik. W General History... wspomniana jest mozaika złożona z niebieskich papuzich piór i falistych linii czarnych piór wilgowronów cienkodziobych. Ptaki te były używane również podczas rytuałów religijnych. Nie nadawały się ponoć do jedzenia.